# Ares Vallis
Ares Vallis es un canal de desbordament a Mart que porta el nom d'Ares en honor del déu de la guerra de l'antiga Grècia. Sembla que està tallat per un fluid, probablement d'aigua.